# Frantic (cançó)
«Frantic» de 2003 és el vint-i-setè senzill de la banda estatunidenca Metallica, presentat com a segon senzill de l'àlbum St. Anger.
La lletra de la cançó, com la majoria de l'àlbum, tracta les lluites de la banda en el passat amb les addicions, particularment el problema del cantant James Hetfield amb l'alcohol i la seva rehabilitació. En el documental Some Kind of Monster, Ulrich revela que inicialment tenien la intenció d'anomenar l'àlbum Frantic. La crítica no va ser gaire amable: «Aquesta cançó té tots els altres defectes que té l'àlbum St. Anger, és molt més llarga del que convindria, la lletra és d'un nivell de paròdia dolenta, la veu d'Hetfield és aficionada i repetitiva fins a adormir-se.» «Una cançó del pitjor àlbum que mai vaig escoltar». «Com a realista, és l'únic àlbum de Metallica que no posseeixo i que mai no compraré. Això és perquè simplement no vull escoltar-lo mai més.»
El videoclip, dirigit per Wayne Isham i filmat a Mont-real (Canadà), es va estrenar juntament amb el llançament del senzill. Descriu un home conduint un vehicle fins que s'estavella contra un camió contenidor en un encreuament. En aquest moment té un analepsi de tota la seva vida i algunes escenes extra de Metallica tocant la cançó en carrerons. Tot i que el cotxe queda al revés, finalment, l'home sobreviu a l'accident i reacciona rient fins que un altre cotxe colpeja el cotxe del protagonista. El videoclip conclou en aquest moment sense deixar entreveure si l'home sobreviu. Hauria costat més d'un milió de dòlars.

## Versions del senzill
| 1. | «Frantic»                                          | 5:50 |
| 2. | «Blackened» (directe, Download Festival)           | 6:37 |
| 3. | «Harvester of Sorrow» (directe, Download Festival) | 6:41 |
| 4. | «Frantic» (vídeo)                                  |      |

| 1. | «Frantic»                                                | 5:50 |
| 2. | «No Remorse» (directe, Download Festival)                | 5:16 |
| 3. | «Welcome Home (Sanitarium)» (directe, Download Festival) | 6:40 |

| 1. | «Frantic»                                                    | 5:53 |
| 2. | «Harvester of Sorrow» (directe, Doctor Music Festival)       | 6:51 |
| 3. | «Welcome Home (Sanitarium)» (directe, Doctor Music Festival) | 6:41 |
| 4. | «No Remorse» (directe, Doctor Music Festival)                | 5:37 |

| 1. | «Frantic»                                                | 5:50 |
| 2. | «Frantic» (UNKLE Reconstruction - Artificial Confidence) | 6:51 |

- Les cançons en directe van ser enregistrades l'1 de juny de 2003 en el Download Festival de Donington (Regne Unit), i el 21 de juny de 2003 en el Doctor Music Festival de Barcelona (Espanya).